# Erzberg

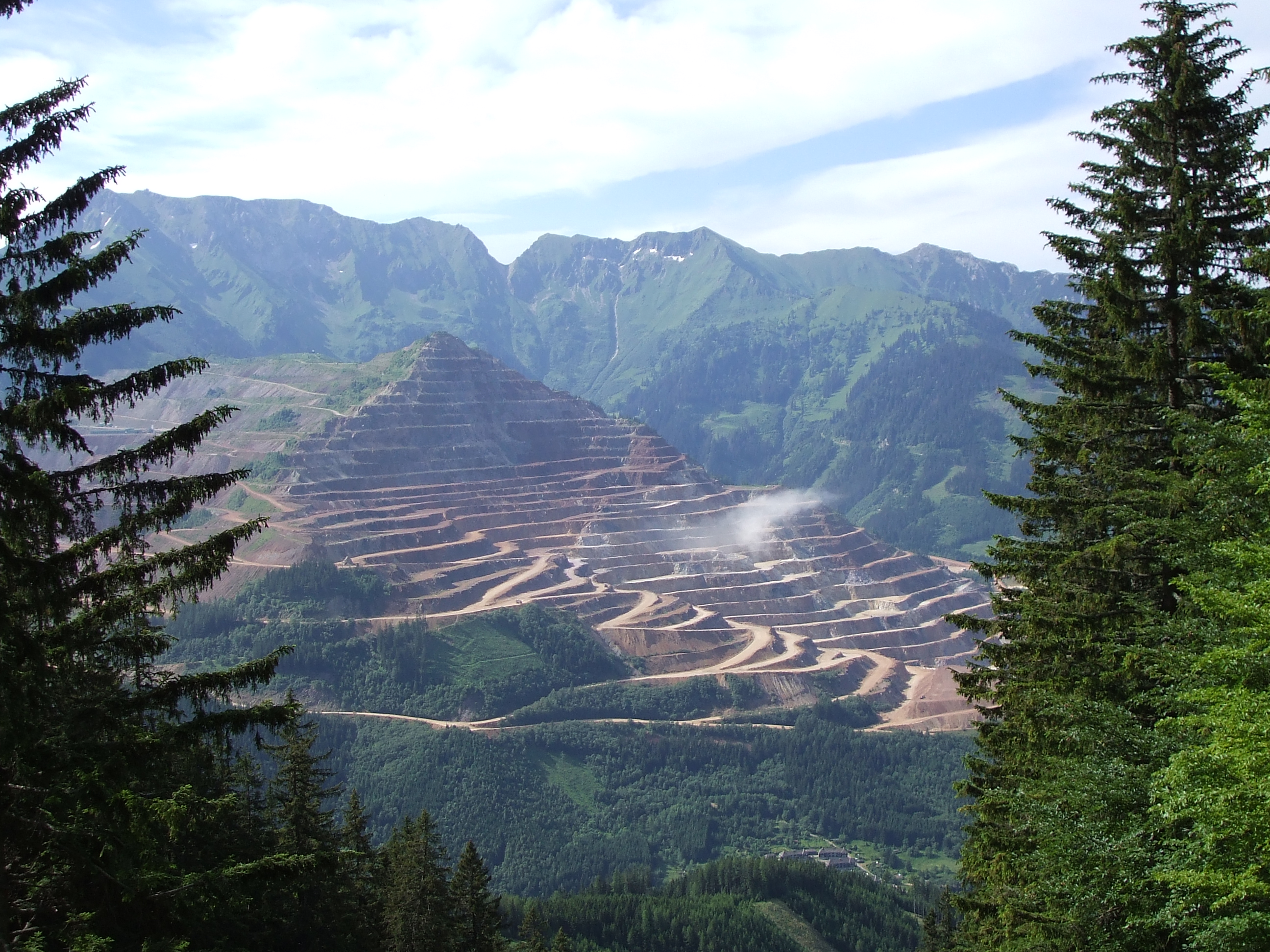
Erzberg văzut de pe Pfaffenstein

Erzberg este un munte care se află în orașul Eisenerz din landul Stiria și care face parte din grupa de munți Eisenerzer Alpen. Minereul de fier, în special sideritul, a fost extras din Erzberg cel puțin din secolul 11. Aici se găsește cea mai mare exploatație la suprafață a minereului de fier din Europa centrală și cel mai mare depozit de siderit din lume.